# Leo Schatzl
Leo Schatzl (* 1958 in Obernberg am Inn) ist ein österreichischer Künstler.

## Leben
Nach dem Besuch des Gymnasiums Ried im Innkreis studierte Schatzl an der Kunstuniversität Linz Visuelle Gestaltung bei Laurids Ortner und Metallgestaltung bei Helmuth Gsöllpointner. Ab dem Studiumabschluss 1987 arbeitete er als freischaffender Künstler unter anderem in Zusammenarbeit mit der Stadtwerkstatt in Linz, dem Kunstraum Freihaus in Wien und dem Künstlerkollektiv Time’s Up. Seit 1992 unterrichtet er auch an der Kunstuniversität Linz.
Seine künstlerische Arbeit umfasst interdisziplinäre Rauminstallationen, Kunst im öffentlichen Raum, Objektgestaltung und bildgebende Medien.
Schatzl lebt und arbeitet in Linz und Wien.

## Projekte und Ausstellungen (Auswahl)

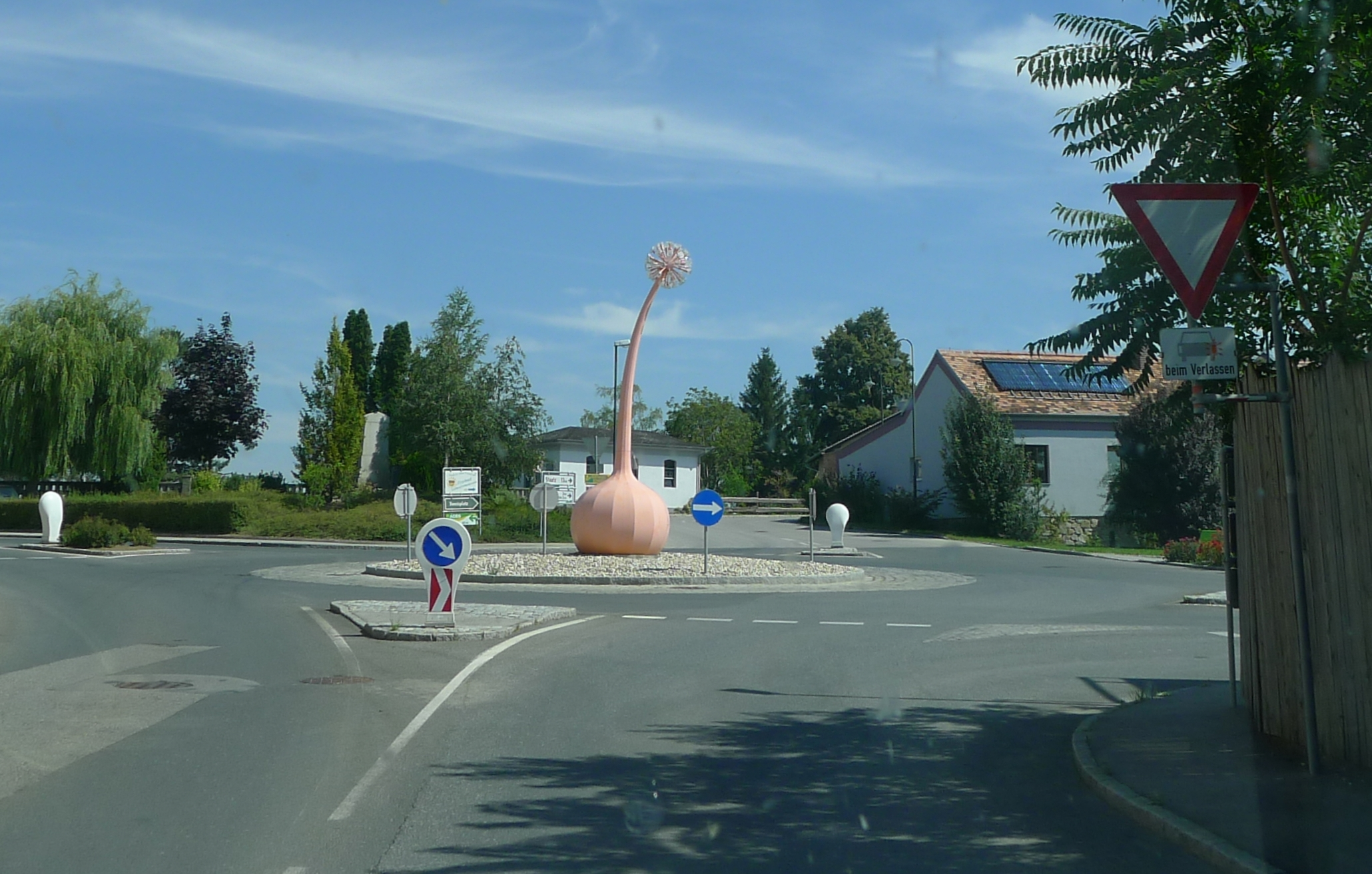
Großes Zwiebelchen Unterstinkenbrunn (2007)

- 2003: Einfälle und Abfälle – Bilder aus der Filmarbeit, Ausstellungsbeteiligung an der IG Bildende Kunst, Wien
- 2003: Landesgalerie Linz, Reihe Video Kunst (u. a. mit Katrin Butt, Gottfried Gusenbauer, Klaus Obermaier)[2]
- 2004: Vertreter Österreichs bei der 26. Biennale von São Paulo 2004, wo er das in Kooperation mit David Moises und Severin Hofmann erstellte Projekt Autorotation präsentierte.[3]
- 2005: Vanishing Points, Werkschau im OK Linz
- 2006: On Site, Rauminstallation im La Casa Encendida, Madrid
- 2006: Cockpit #2, Kunsthaus Graz
- 2007: Großes Zwiebelchen, Kunst im öffentlichen Raum, Unterstinkenbrunn[4] Die in einem Kreisverkehr aufgestellte Kunstinstallation tritt im Film Andrea lässt sich scheiden in nächtlicher Beleuchtung häufig in Erscheinung.
- 2008: Tubed, Bühnengestaltung für Kabinett ad Co im Tanzquartier Wien
- 2010: Noise Tram, Projekt im öffentlichen Raum, Triennale Linz
- 2010: SuperInterjections, Asifa im Museumsquartier Wien
- 2011: SAME TIME, SAME CHINA gemeinsam mit Norbert Artner in der Ausstellung: NI HAO, Nordico, Linz
- 2011: Car Culture im ZKM Karlsruhe
- 2012: Floating Village #2, Kurator für künstlerische Interventionen im öffentlichen Raum bei den OÖ. Architekturtagen in Steyr
- 2012: Car Culture, Gemeinschaftsprojekt im Lentos Kunstmuseum Linz
- 2013: Gibling, künstlerische Gestaltung der Linzer Lokalwährung (2. Ausgabe)
- 2013: Floating Village #3, Festival wellenklänge, Lunz am See
- 2014: Hit It!, interaktive Installation beim Höhenrausch-Festival, Linz
- 2014: Floating Village #5, Projekt im öffentlichen Raum, Traunmündung in Linz
- 2015: Ebbe, Rauminstallation im Schauraum der Angewandten, MuseumsQuartier Wien[5]
- 2015: Hit It!, interaktive Installation im National Football Museum, Manchester
- 2017: Übersee (Installationen, Fotos, Videos), Kunsthaus Burg Obernberg, Obernberg am Inn[6]

Quelle:

## Werke in Sammlungen
- Artothek des Bundes[8]
- Die Kunstsammlung (Land Oberösterreich)[9]
- Fotosammlung des Bundes[10]
- Sammlung Linz Kultur[11]

## Publikationen
- Leo Schatzl: Autorotation São Paulo: Ein Auto im Baukasten, 2004[12]
- Leo Schatzl: Fluchtpunkte / vanishing points, Folio, 2005[13]
- LOVE_6, Norbert Artner & Leo Schatzl, Eigenverlag, 2010.

## Auszeichnungen
- Auslandsstipendien (USA, Ägypten, Kanada, Brasilien, Spanien)
- 1990: Auszeichnung für bildende Kunst der oberösterreichischen Landesregierung
- 1990: Stipendium des oberösterreichischen Kulturreferates (Projekt TABOO ZONE 1)
- 1992: Auszeichnung für interdisziplinäre Kunst vom Bundesministerium für Wissenschaft, Forschung und Kunst
- 1995: Fotostipendium New York
- 1997: Gewinner beim Wettbewerb Land um Laa der NÖ Landesregierung mit den Projekten Limes und Hoher Zaun
- 2007: Österreichisches Staatsstipendium für Bildende Kunst
- 2010: Kunstwürdigungspreis der Stadt Linz